# Tipula chlorion
Tipula chlorion är en tvåvingeart som beskrevs av Alexander 1965. Tipula chlorion ingår i släktet Tipula och familjen storharkrankar. Inga underarter finns listade i Catalogue of Life.